# فيليبا سو
فيليبا سو (بالإنجليزية: Phillipa Soo)‏ هي مغنية وممثلة أمريكية ولدت في 31 مايو 1990.

## وصلات خارجية
- فيليبا سو على موقع IMDb (الإنجليزية)
- فيليبا سو على موقع ميوزك برينز (الإنجليزية)
- فيليبا سو على موقع قاعدة بيانات برودواي على الإنترنت (الإنجليزية)
- فيليبا سو على موقع قاعدة بيانات الفيلم (الإنجليزية)
- فيليبا سو على موقع كينوبويسك (الروسية)